# Tim Oliver Schultz

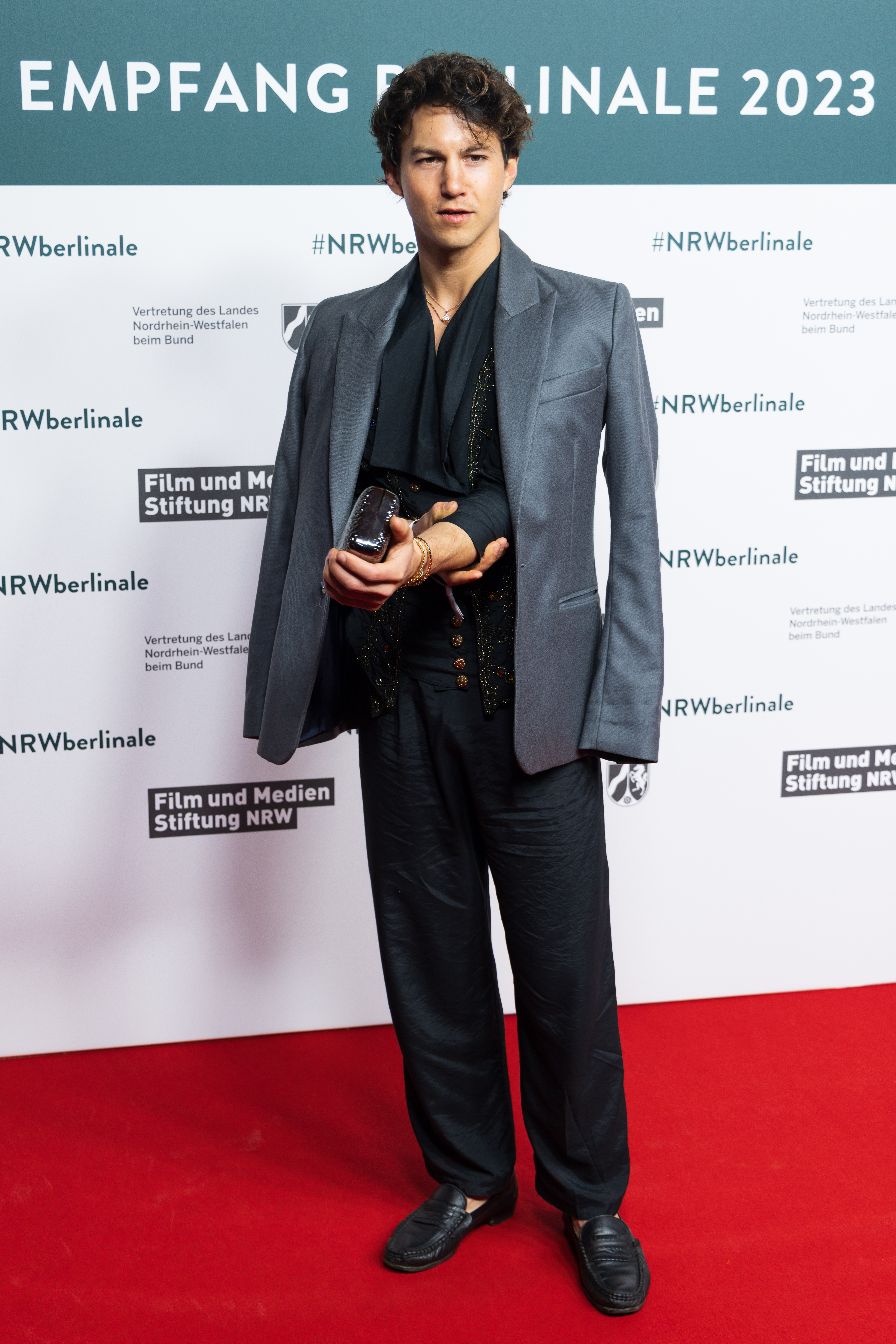
Tim Oliver Schultz (2023)

Tim Oliver Schultz (* 22. Juli 1988 in West-Berlin) ist ein deutscher Schauspieler und Filmproduzent.

## Leben und Karriere

### Familie und Anfänge
Schultz stammt aus Berlin, wo er als Sohn eines Facharztes für Lungenkrankheiten geboren wurde. Er wuchs mit seinen drei Geschwistern in Berlin-Wannsee auf. Als er zwölf Jahre alt war, endete die Ehe seiner Eltern mit der Scheidung. Zur Schauspielerei kam Tim Oliver Schultz durch eine Bekannte seiner Mutter, die ihm riet, zu einem Vorsprechen zu gehen. Schultz wurde daraufhin 1999, als er 11 Jahre alt war, von einer Berliner Castingagentin entdeckt. Später absolvierte er ein Schauspieltraining bei Cathy Haase, Regula Kukula und Ulrike Jackwerth.
Seine erste Rolle hatte er in der Comedy-Fernsehserie Beim nächsten Coup wird alles anders (2000). Nach seiner Mitwirkung in der ZDF-Reihe Ein starkes Team (2001), in der er, an der Seite von Maja Maranow, den Jungen Mirko spielte, folgten einige weitere Rollenangebote für das Fernsehen, anfangs meist kleinere Angebote, so in Ein starkes Team: Verraten und verkauft. In dieser Anfangszeit spielte er in dem Fernsehfilm Sternzeichen (2003) neben Heikko Deutschmann und Karin Giegerich den Sohn eines erfolgreichen Anwalts.

### Weitere Film- und Fernsehrollen
Schultz übernahm anschließend relativ bald größere Fernsehrollen. In der 7. Staffel der Kinder- und Jugendserie Schloss Einstein, wo er in der Folgezeit viele junge Schauspielanfänger kennenlernte, war er 2005 bis 2006 als Barkeeper und Mädchenschwarm Joe zu sehen. In der ZDF-Vorabendserie Hallo Robbie! (2006–2007) hatte er eine wiederkehrende Serienrolle als Felix, den Freund der Tochter des Meeresbiologen Dr. Jens Lennart. In der Sat1-Fernsehkomödie Noch ein Wort und ich heirate dich! (2007), in der Anica Dobra und Richy Müller seine Film-Eltern waren, verkörperte er den männlichen Part eines Zwillingspärchens, welches als Resultat einer Samenspende zur Welt kam. In dem TV-Drama Der andere Junge (2007), in dem Schultz an der Seite von Barbara Auer und Christian Berkel als Filmeltern zu sehen war, spielte er Paul Wagner, einen hübschen Jungen aus einer Hamburger Reihenhaussiedlung, hinter dessen Charme sich allerdings ein brutaler Sadismus verbirgt und der den 16-jährigen Nachbarsjungen Robert Morell (Willi Gerk) so lange quält, bis dieser sich wehrt und Paul erschießt.
Es folgten Kino- und Fernsehproduktionen wie Die Welle (2008; als jugendlicher Außenseiter Jens) und Vulkan (2009; als Halbstarker des Dorfes), in denen Schultz oft unangenehme Typen zu verkörpern hatte. In dem Kinofilm Ameisen gehen andere Wege (2011), der bei den Internationalen Hofer Filmtagen uraufgeführt wurde, spielte Schultz, an der Seite von Henriette Confurius, in seiner ersten Kinohauptrolle den verschlossenen Abiturienten Richard, der nach dem Selbstmord seines Vaters freiwillig in ein Jugendheim zieht und sich dort in die rebellische Mitbewohnerin Kyra verliebt. Im Polizeiruf 110: Risiko (2012) hatte er als Daniel Reimers ebenfalls eine der Hauptrollen; er spielte den Freund einer ermordeten Gymnasiastin.

### Erfolgsrollen und Auszeichnungen

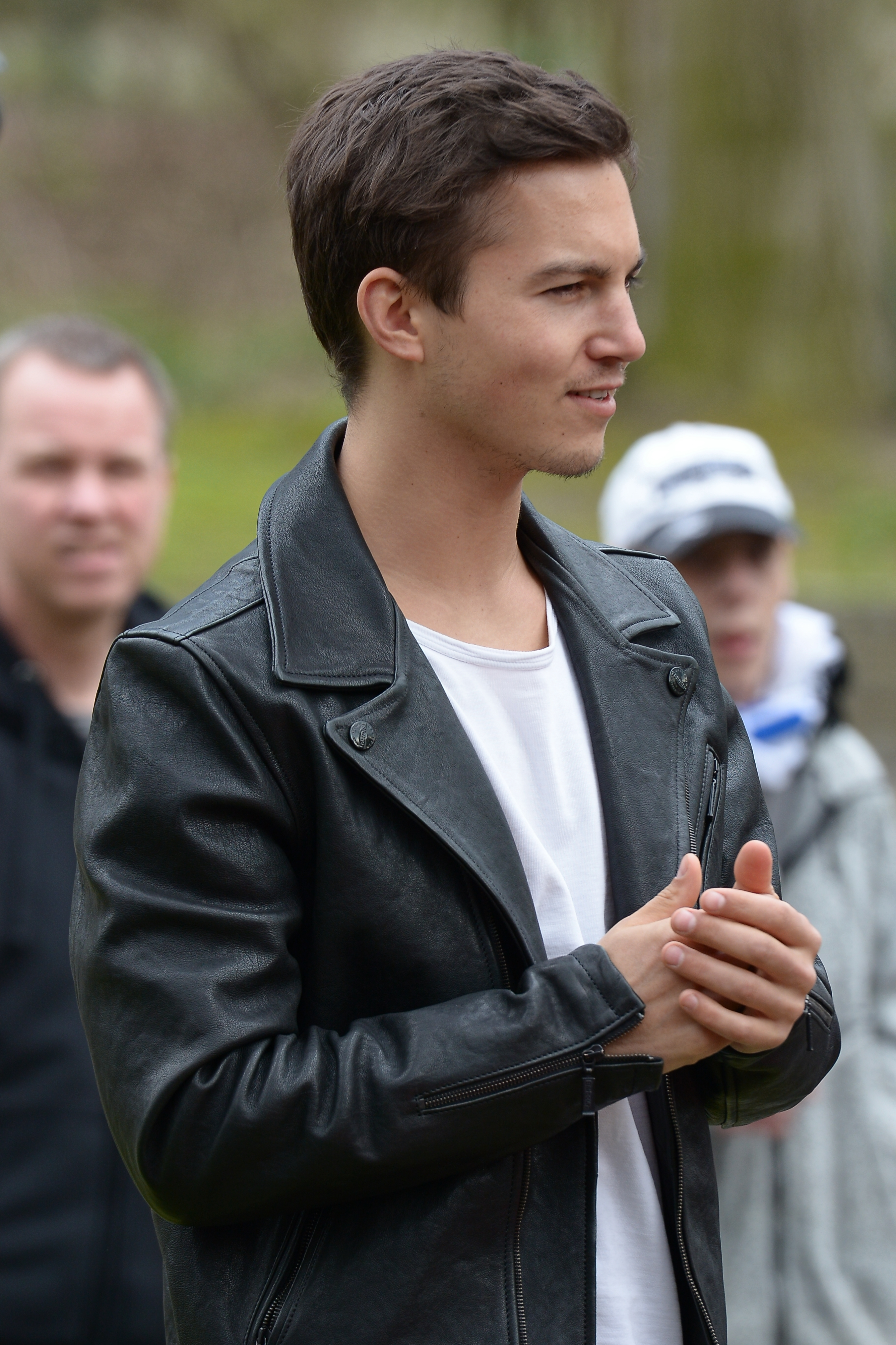
Tim Oliver Schultz (2016)

Großen Erfolg hatte Schultz mit der Darstellung des Max in der Musikkomödie Systemfehler – Wenn Inge tanzt (2013), wo er den arroganten Frontmann einer Punkrock-Band spielte, der sich in ein Mädchen (Paula Kalenberg) verliebt, das er überhaupt nicht leiden kann. Für diese Rolle lernte Schultz professionell zu singen und Bassgitarre zu spielen. In dem Kinofilm Die Vampirschwestern 2 – Fledermäuse im Bauch (2014) stellte Schultz ebenfalls einen Musiker dar. Er spielte den Mädchenschwarm Murdo, den Lead-Sänger einer Vampirband.
Eine weitere große Hauptrolle hatte er in dem Märchenfilm Von einem, der auszog, das Fürchten zu lernen (2014) als furchtloser Töpferjunge Michel. In dem ZDF-Märchenfilm Die weiße Schlange, der im Dezember 2015 erstausgestrahlt wurde, übernahm Schultz die männliche Hauptrolle des Bauernsohns Endres, der schließlich König wird. Die Rolle des Murdo spielte Schultz dann auch in der Fortsetzung Die Vampirschwestern 3 – Reise nach Transsilvanien, die im Dezember 2016 in die Kinos kam.
2015 übernahm Schultz die Hauptrolle des krebskranken Leo in der TV-Serie Club der roten Bänder. Für seine Rolle ließ Schultz sich die Haare komplett abrasieren und spielte mit Glatze. Für die Darstellung erhielt er 2016 den Grimme-Preis. Im Mai 2016 erhielt Schultz für die TV-Serie Club der roten Bänder gemeinsam mit den Schauspielern Timur Bartels, Nick Julius Schuck, Luise Befort, Ivo Kortlang und Damian Hardung außerdem den Ensemblepreis beim Deutschen Schauspielerpreis.
In der Fernsehserie Einstein, die seit Januar 2017 auf Sat.1 ausgestrahlt wird, spielte Schultz in der ersten Folge Ballistik den jungen Start up-Millionär Lutz Heineking. In dem Film Club der roten Bänder – Wie alles begann, der im Februar 2019 in die deutschen Kinos kam, und zeitlich vor den Ereignissen der TV-Serie einsetzt, spielte Schultz ebenfalls die Rolle des Leo, dessen Leben und Schicksal im Mittelpunkt der Kinofassung stehen. In dem TV-Film Song für Mia (2019) verkörperte Schultz den gutaussehenden Münchner Nachwuchssänger Sebastian „Sebbe“ Jagow, dessen Leben nach einem Unfall, bei dem er sein Augenlicht verliert, eine entscheidende Wendung erfährt.
Im Kinofilm Benjamin Blümchen (2019) spielte er an der Seite von Jürgen Kluckert, Heike Makatsch und Dieter Hallervorden den Wärter Karl. In der Mini-Reihe Väter allein zu Haus, die auf Das Erste ausgestrahlt wird, spielt er als Timo Savona neben Peter Lohmeyer, David Rott und Tobias van Dieken einen von vier überforderten Vätern aus Wuppertal. In Freaks – Du bist eine von uns (2020), eine Koproduktion von ZDF und Netflix, spielt Schultz neben Cornelia Gröschel als Gegenspielerin den in einem Schnellrestaurant beschäftigten Arbeitskollegen Elmar.
Schultz ist zunehmend auch als Synchronsprecher tätig. So synchronisierte er in dem Computeranimationsfilm Die Schlümpfe – Das verlorene Dorf den US-Schauspieler und Komiker Jack McBrayer; er sprach die Rolle des ungeschickten Schlumpf Clumsy. In Emoji – Der Film sprach er für T. J. Miller die Filmhauptrolle des Emojis Gene ein.
In der Presse wurde Schultz mehrfach als „Shooting-Star“ des Jahres 2015 bezeichnet. Die Tageszeitung Die Welt beschrieb ihn 2015 in einem ausführlichen Zeitungsporträt als „Teenie-Idol“ und „Vorbild“ für Jugendliche. Die Boulevardpresse betitelte ihn, unter Anspielung auf sein attraktives Äußeres, häufig als „Schnuckel“ (Bravo), „Schönling“, sowie als „Frauen- und Mädchenschwarm“.
Schultz ist seit dem 15. Oktober 2021 im Netflix-Film Du Sie Er & Wir zu sehen, in dem er Anton, den Arbeitskollegen von Janina (Nilam Farooq) bei einem Magazin, spielt.
In Til Schweigers Actionkomödie Manta Manta – Zwoter Teil (2023) spielt Schultz Daniel Katzbach, den verzogenen Sohn der von Tina Ruland verkörperten Friseurin Uschi.

### Produzent und Privates
Schultz studiert seit 2011 neben seiner Tätigkeit als Schauspieler auch Produktion an der Deutschen Film- und Fernsehakademie Berlin. Seit 2014 ist er bereits als Filmproduzent mit ersten kleineren Filmen bei der Deutschen Film- und Fernsehakademie Berlin tätig. Seine erste eigene Filmproduktion ist das als deutsch-bulgarische Ko-Produktion entstandene Filmdrama Zhaleika, welches das Leben eines kleinen bulgarischen Dorfes schildert, und in dem das 17-jährige Mädchen Lora mit dem Tod ihres Vaters konfrontiert wird. Der Film lief 2016 bei den Internationalen Filmfestspielen Berlin im offiziellen Wettbewerb (Sektion „Generation“) und wurde von der Internationalen Jury mit einer „Lobenden Erwähnung“ ausgezeichnet.
Schultz hat ein Kind.

## Filmografie (Auswahl)
- 2000: Beim nächsten Coup wird alles anders
- 2001: Von der Rolle
- 2001: Ein starkes Team – Verraten und verkauft
- 2002: Opa Online
- 2003: Sternzeichen
- 2004: Wie erziehe ich meine Eltern? – Alles ganz anders!
- 2005: Das Haus der schlafenden Schönen
- 2005: Krimi.de – Brenzlig
- 2005: Glück auf halber Treppe
- 2005–2006: Schloss Einstein
- 2006: Das Geheimnis im Moor
- 2006–2007: Hallo Robbie!
- 2007: Noch ein Wort und ich heirate dich!
- 2007: Der andere Junge
- 2007: SOKO Leipzig – Das Erbe
- 2008: Die Welle
- 2008: Heute keine Entlassung
- 2009: Vulkan
- 2010: Zurück zum Glück
- 2010: Polizeiruf 110 – Risiko
- 2010: Vater aus heiterem Himmel
- 2011: Ameisen gehen andere Wege
- 2011: SOKO Stuttgart – Club der Hexen
- 2011: SOKO Wismar – Die Stimme
- 2011: Der Ausflug
- 2012: Alarm für Cobra 11 – Die Autobahnpolizei – Engel des Todes
- 2013: SOKO Köln – Blumen des Todes
- 2013: Systemfehler – Wenn Inge tanzt
- 2014: Die Vampirschwestern 2 – Fledermäuse im Bauch
- 2014: Von einem, der auszog, das Fürchten zu lernen
- 2014: Kripo Holstein – Mord und Meer – Die letzte Vorstellung
- 2015: Alarm für Cobra 11 – Die Autobahnpolizei – Goal
- 2015: Die weiße Schlange
- 2015–2017: Club der roten Bänder
- 2016: Zhaleika (als Produzent)
- 2016: Die Vampirschwestern 3 – Reise nach Transsilvanien
- 2017: Einstein – Ballistik
- 2017: Die Schlümpfe – Das verlorene Dorf (Stimme, als Clumsy)
- 2017: Emoji – Der Film (Stimme als Gene)
- 2018: Heilstätten
- 2019: Club der roten Bänder – Wie alles begann
- 2019: Song für Mia
- 2019: Benjamin Blümchen
- 2019: Väter allein zu Haus: Gerd
- 2019: Väter allein zu Haus: Mark
- 2020: Enkel für Anfänger
- 2020: Freaks – Du bist eine von uns
- 2020: Hello Again – Ein Tag für immer
- 2021: Väter allein zu Haus: Timo
- 2021: Väter allein zu Haus: Andreas
- 2021: Goldjungs
- 2021: Du Sie Er & Wir
- 2022: Souls (Fernsehserie)
- 2022: Damaged Goods (Fernsehserie)
- 2022: Der junge Häuptling Winnetou
- 2022: Orphea in Love
- 2023: Manta Manta – Zwoter Teil
- 2024: Alle nicht ganz dicht (Fernsehfilm)
- 2024: Stille Nacht, raue Nacht (Fernsehfilm)
- 2025: Alpentod – Ein Bergland-Krimi: Alte Wunden (Fernsehreihe)
- 2025: Alpentod – Ein Bergland-Krimi: Gemeinsame Ziele (Fernsehreihe)

## Auszeichnungen
- 2016: Grimme-Preis
- 2018: Askania Shootingstar-Award